# Embalse de Santillana
El embalse de Santillana, también conocido como embalse de Manzanares el Real, está situado en el noroeste de la Comunidad de Madrid (España), en los términos municipales de Manzanares el Real y Soto del Real, junto a la sierra de Guadarrama. Tiene una superficie máxima de 1052 ha y una distancia entre orillas opuestas de 4 km, con una capacidad útil de 91 hm³, si bien en junio de 1972 alcanzó un máximo histórico de 92,9 hm³, por lo que su capacidad total podría ser algo mayor. Data de 1907, cuando se construyó la presa vieja, y en 1969 se terminó la construcción de la presa nueva, que era cinco metros más alta y se duplicó la capacidad de almacenamiento del embalse.
La presa nueva está en servicio desde 1971 y fue construida en tan solo 12 meses. En cuanto a su construcción, la presa es de escollera, pantalla asfáltica y planta mixta, con una altura sobre los cimientos de 40 m y una longitud de 1355 m.
Regula el caudal del río Manzanares y en ella tiene su origen el Canal de Santillana. Además del Manzanares, vierten en él sus aguas el río Samburiel y el arroyo del Mediano entre otros. Es parte del espacio protegido del parque regional de la Cuenca Alta del Manzanares.

## Entorno
El embalse se encuentra en una zona de alto valor ecológico, rodeado por un bosque de fresnos y encinas. Respecto a la fauna, habitan aquí multitud de aves acuáticas y rapaces, así como una gran colonia de cigüeña blanca.

## Galería
|                                                     |
| Presa nueva y presa antigua parcialmente sumergida. |

|                                              |
| Vista de la presa del embalse de Santillana. |

|                                                 |
| Embalse de Santillana, con La Pedriza al fondo. |